# 제시카 하트
제시카 하트(Jessica Hart, 1986년 3월 26일 ~ )는 오스트레일리아의 모델이다.